# Koichi Tohei
Koichi Tohei (藤平光一), (Shitaya, gener de 1920 - 19 de maig de 2011) fou un mestre d'aikido (10è dan), fundador de la Ki Society i del seu estil, el Shin Shin Toitsu Aikido (aikido amb el cos i l'esperit unificat, a vegades anomenat« Ki Aïkido »). La Ki Society és també coneguda amb el nom de Ki no Kenkyukai, (Societat internacional del ki).